# Karruia
Karruia is een geslacht van rechtvleugeligen uit de familie Lentulidae. De wetenschappelijke naam van dit geslacht is voor het eerst geldig gepubliceerd in 1945 door Rehn.

## Soorten
Het geslacht Karruia omvat de volgende soorten:
- Karruia gracilis Dirsh, 1958
- Karruia paradoxa Rehn, 1945